# Uczucia w promocji
Uczucia w promocji – debiutancki album studyjny Zabili Mi Żółwia wydany nakładem wytwórni Lou & Rocked Boys 30 marca 2006 roku.

## Lista utworów
1. "Uczucia w promocji" – 4:16
2. "King-Kong" – 3:07
3. "Wiosna" – 4:37
4. "Jaracz" – 1:50
5. "Sklep ze snami" – 3:47
6. "Jada na plaża" – 2:05
7. "Dlaczego" – 2:55
8. "Barykady" – 3:58
9. "Żywioł głupca" – 3:57
10. "Tratwa" – 2:23
11. "Życie jak dym" – 3:29
12. "Mała armia" – 3:04
13. "W murach spalonego miasta" – 3:24
14. "Dezerter" – 2:20
15. "Naloty" – 4:55

## Skład
- Jakub Wieczorek – gitara
- Michał Wojnar – śpiew
- Wojtek Homa – akordeon
- Przemek Danel – perkusja
- Dominik Barnaś – gitara basowa